# Арский камень (урочище)
А́рский Ка́мень (баш. Ар Ташы) — урочище, комплексный памятник природы Республики Башкортостан (1956), памятник природы (1965).

## Характеристика
Урочище Арский камень находится на правом берегу реки Белая (Агидель), в 350 метрах от села Арский Камень в Белорецком районе Башкортостана. В окрестностях урочища находится база отдыха «Арский камень», в 10 километрах к северо-западу расположен город Белорецк. Площадь урочища составляет около 0,8 га.
Урочище представляет собой правый скалистый правый берег старого русла реки Белая. Сложен из органогенных известняков. Скалы урочища имеют высоту около 20-25 метров и тянутся дугой по древнему меандру на расстояние до 100 метров.
Урочище «Арский камень» является комплексным памятником природы Республики Башкортостан (1956), с 1965 года является  памятником природы.
На территории урочища возвышается отвесная скала с одноимённым названием Арский камень. Её высота составляет около 30 метров. Скала сложена из светло-серых известняков Девонского геологического периода. На поверхности видны трещины тектонического разлома, в одном месте произошло обрушение породы.
На вершине и севернее урочища произрастает сосновый лес. Ландшафты: светлохвойные леса из сосны и лиственницы; реликты и лекарственные растения: шиверекия подольская, солнцецвет монетный, володушка многожилковая, Адонис весенний, василёк Маршалла и др. Реликты имеют сибирское происхождение. На скалах Арского камня находится более 30 видов ксерофитов и мезофитов. В окружающих Арский камень сосновом боре насчитывается до 40 видов трав.

## Топонимика
Урочище названо по скале Арский камень (Ар ташы, в переводе с башкирского — камень Арского).
По преданиям, во время Крестьянской войны 1773—1775 года здесь был убит управляющий Белорецким заводом Арский за отказ выпускать оружие для повстанцев. Жители села Арский камень были переселены в эту местность из Пензенской губернии в 1767 году.